# Quickton
Als Quickton oder Fließton werden marine, feinsandige, stark wasserhaltige Tone bezeichnet, die in Europa vor allem im skandinavischen Küstengebiet vorkommen. Diese in Kanada auch als Quick Clay bekannten Tone wurden während der Eiszeit in küstennahem Meerwasser mit hoher Elektrolytkonzentration abgelagert. Nach Landhebung und Auswaschung des Kochsalzes ist die wasserreiche Struktur jetzt instabil. Bereits geringe Bodenerschütterungen genügen, sie auch bei geringer Hangneigung zum Abrutschen zu bringen. Es handelt sich bei diesem thixotropen  Zustand (vgl. Bodenverflüssigung) um dasselbe Phänomen wie bei Quickerde und Treibsand.